# Polski Klub Dyskusyjny
Polski Klub Dyskusyjny (lit. Lenkų diskusijų klubas) – stowarzyszenie założone przez polską mniejszość na Wileńszczyźnie, mające na celu animację dialogu wewnątrz polskiej społeczności oraz między Polakami a Litwinami. 

## Historia i współczesność
Polski Klub Dyskusyjny powstał we wrześniu 2014 roku w Wilnie. Wśród jego założycieli znaleźli się  dziennikarka Ewelina Mokrzecka, prawnik oraz bloger Aleksander Radczenko, dziennikarz Antoni Radczenko, dziennikarz i historyk Jacek Jan Komar, politolog Mariusz Antonowicz oraz impresario Paweł Żemojtin. Na pierwszego przewodniczącego klubu wybrano Mariusza Antonowicza.
W latach 2014–2018 klub zorganizował ponad 70 dyskusji, w których uczestniczyło około 200 prelegentów i które zgromadziły ponad 2 tysiące uczestników. Wśród gości klubu znaleźli się m.in. historyk Alfredas Bumblauskas, pisarz Ziemowit Szczerek, mer Wilna Remigijus Šimašius, przewodniczący AWPL-ZChR i europoseł Waldemar Tomaszewski, były premier Litwy Andrius Kubilius, wiceprzewodniczący Związku Chłopów i Zielonych Tomas Tomilinas, były minister energetyki Jarosław Niewierowicz, dziennikarz Rimvydas Valatka, wiceprzewodniczący Związku Polaków na Litwie Edward Trusewicz, mecenas Czesław Okińczyc, szef MSZ Linas Linkevičius czy były marszałek Senatu Bogdan Borusewicz.
Oprócz debat i dyskusji klub organizuje wspólne polsko-litewskie marsze z okazji dnia niepodległości Litwy 11 marca, a także obchody dni niepodległości Polski w klubie Piano przy ulicy Islandzkiej. W 2015 roku klub rozpoczął starania o wznowienie nadawania na Wileńszczyźnie polskich telewizji, zakończone sukcesem po ponad dwóch latach. W grudniu 2017 roku z inicjatywy klubu odsłonięto w Wilnie tablicę upamiętniającą Józefa i Stanisława Mackiewiczów.Klub przygotował także projekt ustawy o mniejszościach narodowych. W latach 2018–2020 klub zainicjował i koordynował prace nad Strategią Zachowania i Rozwoju Języka Polskiego i Polskiej Społeczności na Litwie „Wileńszczyzna 2040”.
W 2017 roku klub został laureatem litewskiej Nagrody Klanu Gailiusów, zaś rok później – litewskiej Narodowej Nagrody Równości i Różnorodności w zakresie  krzewienia dialogu między narodami. Obecnie PKD liczy kilkadziesiąt członków. Organizacja jest krytykowana przez przedstawicieli Związku Polaków na Litwie oraz partii politycznej AWPL-ZChR jako nazbyt prolitewska i rozbijająca społeczność polską na Wileńszczyźnie. 

## Lista przewodniczących klubu
- Mariusz Antonowicz, politolog, doktorant i pracownik Uniwersytetu Wileńskiego, 2014
- Artur Zapolski, politolog, obecnie pracownik litewskiej dyplomacji, 2015
- Andrzej Pukszto, profesor Uniwersytetu Witolda Wielkiego w Kownie, 2016
- Grzegorz Miłoszewicz, prawnik, pracownik administracji publicznej, 2017
- Ewelina Mokrzecka, dziennikarka i działaczka na rzecz praw człowieka, praw kobiet i osób LGBT, 2018
- Alina Obolewicz, przewodniczka miejska po Wilnie i działaczka społeczna, 2019
- Antoni Radczenko, dziennikarz „Kuriera Wileńskiego”, 2020
- Dorota Sokołowska, działaczka społeczna, studentka, 2021
- Mariusz Antonowicz, politolog i pracownik Uniwersytetu Wileńskiego, 2022, 2023, 2024, 2025